# NGC 208
NGC 208 ist eine Spiralgalaxie vom Hubble-Typ Sa im Sternbild Fische auf der Ekliptik. Sie ist schätzungsweise 233 Millionen Lichtjahre von der Milchstraße entfernt und hat einen Durchmesser von etwa 50.000 Lichtjahren.

Im selben Himmelsareal befinden sich u. a. die Galaxien NGC 194, NGC 198, NGC 200, IC 40.
Das Objekt wurde am 5. Oktober 1863 von dem deutschen Astronomen Albert Marth entdeckt.